# Compagnie maritime belge

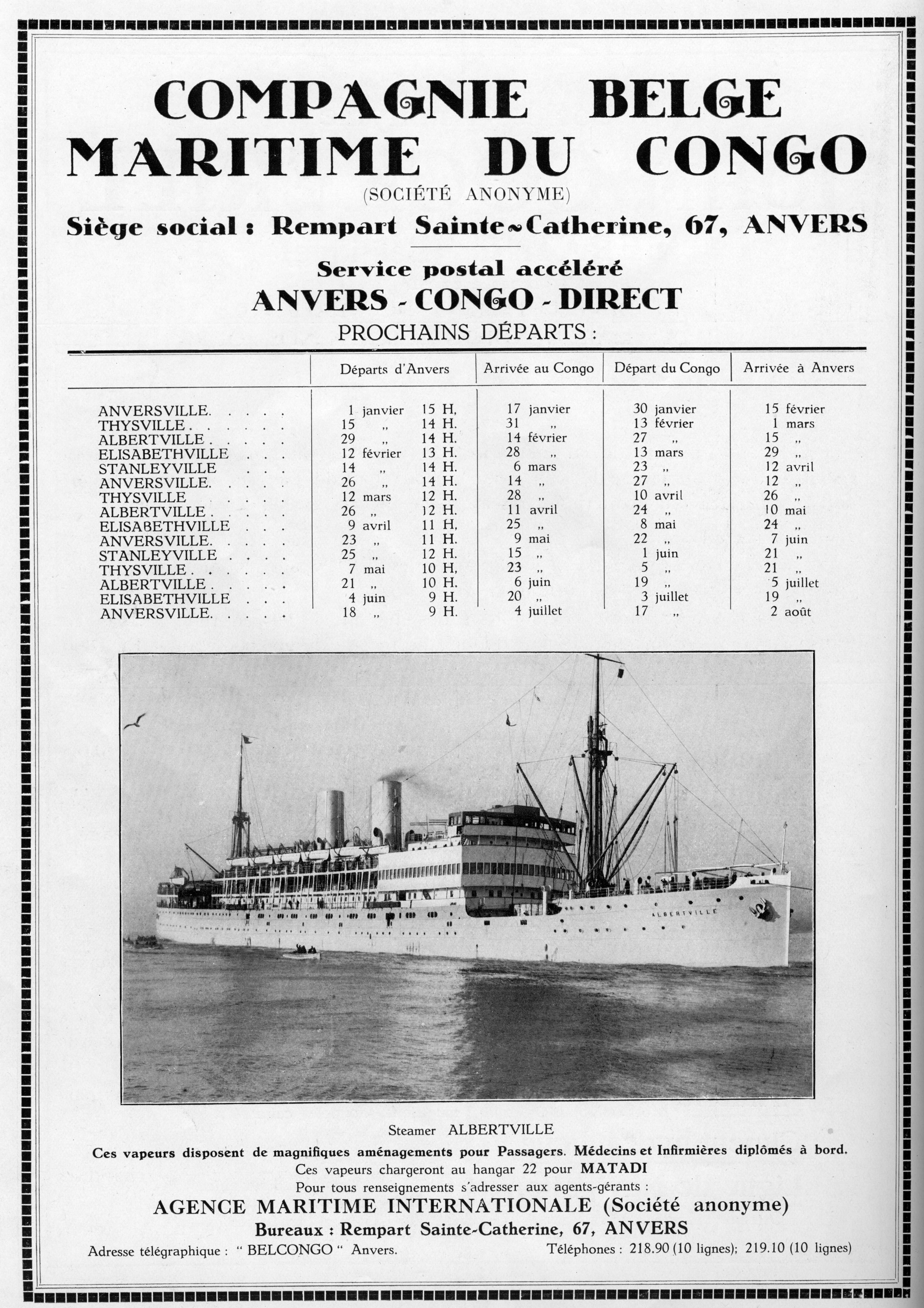
Vertrek- en aankomsttijdentabel van de Congoboten (vermoedelijk uit 1928)

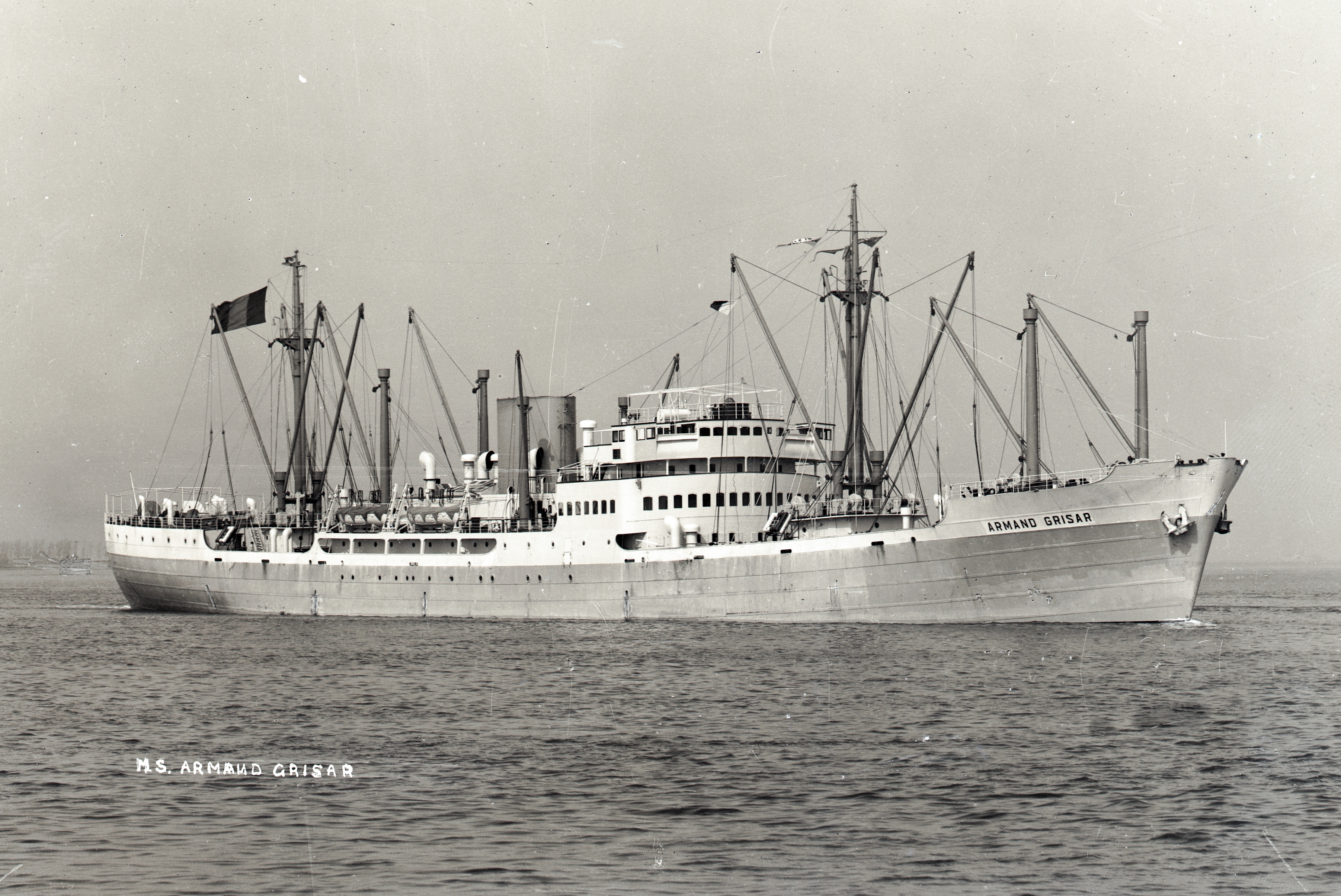
Het vracht-passagiersschip Armand Grisar voer tussen 1945 en 1959 voor CMB

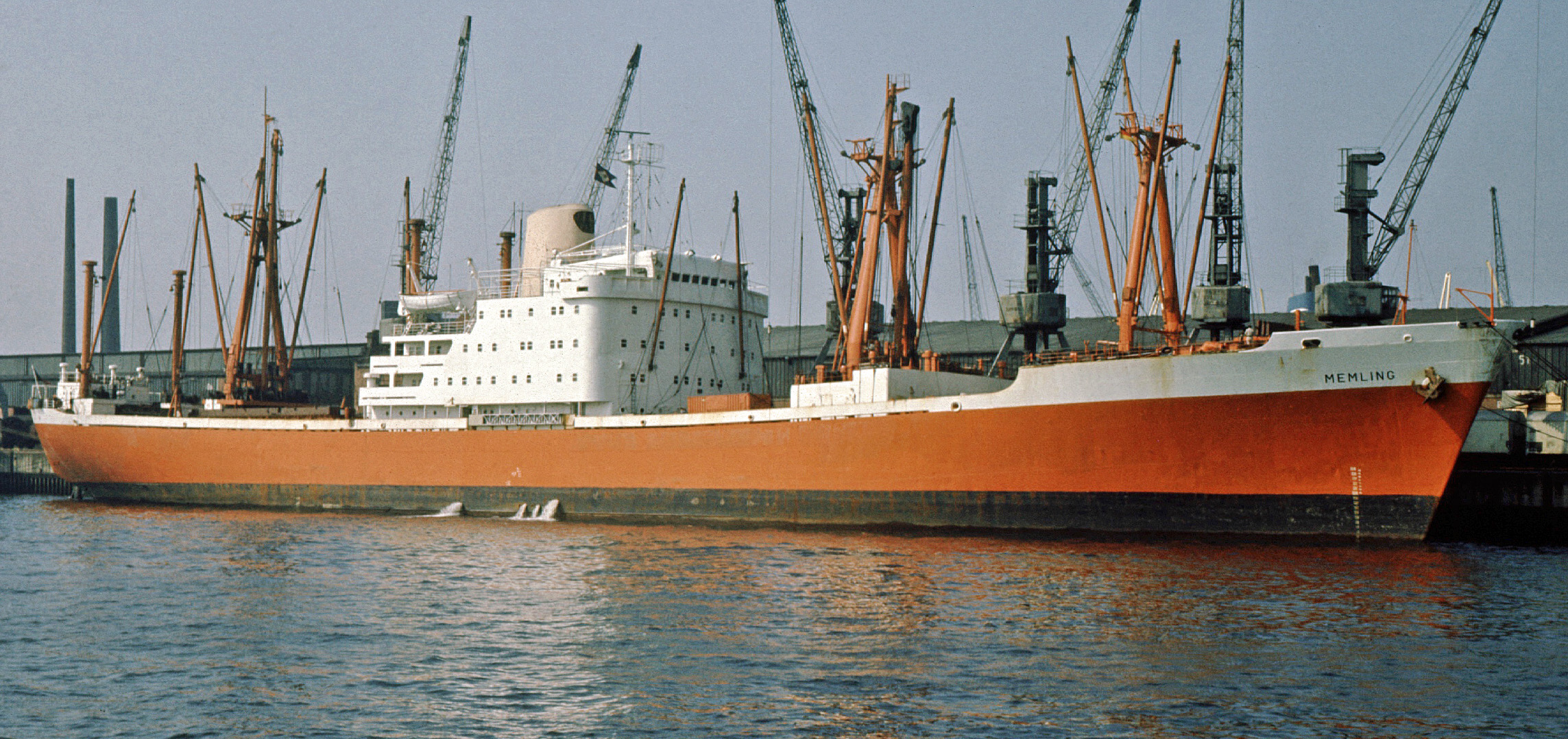
Typische kleuren van de CMB vrachtschepen in de jaren 70 van de 20e eeuw (Memling, 1973)

De CMB is een van de oudste en grootste Antwerpse rederijen. De officiële benaming van de holding CMB is zowel Belgische Scheepvaartmaatschappij als Compagnie maritime belge. Na de overname door Saverco werd op 22 december 2015 de notering op Euronext geschrapt.

## Activiteiten
De activiteiten van CMB zijn als volgt:
- Bocimar is een reder gespecialiseerd in het vervoer van droge bulkgoederen als steenkool, graan en ertsen. Het heeft een vloot van eigen en ingehuurde bulkschepen van het type capesize, panamax, postpanamax, supramax en handysize. Naast het vervoer van droge bulkgoederen is Bocimar ook actief als koper en verkoper van zowel tweedehands- als nieuwbouwschepen.
- Delphis werd eind 2014 door CMB overgenomen. De Delphis-vloot bestaat uit 14 containerschepen.
- ASL Aviation is gespecialiseerd in luchtvaartoperaties, dienstverlening en leasingactiviteiten. Per 31 december 2014 had ASL 86 vliegtuigen, waarvan 58 in eigendom. De vloot bestaat uit toestellen van het type Boeing 737, ATR 42, ATR 72 en Hercules L382. ASL is een joint venture tussen CMB (51%) en 3P Air Freighters (49%) (een private equity fonds beheerd door Petercam).
- Verder houdt het bedrijf een deelneming aan in de groepsvennootschap Reslea (vastgoed), in de scheepsmanager Anglo-Eastern Management Group (AEMG) en in Chemtogether (belang: 50%).

## Geschiedenis
De CMB werd opgericht in 1895 onder de naam Compagnie Belge Maritime du Congo (CBMC). Op verzoek van Leopold II van België werd met Britse investeerders een vaste verbinding geopend op de Kongostaat van de koning. Op 6 februari 1895 verliet de Léopoldville als eerste de haven van Antwerpen. Zestig jaar lang waren de Congoboten op de lijndienst Antwerpen–Matadi een begrip. Op 2 november 1911 kreeg de rederij een beursnotering op de Brusselse beurs.
In 1930 slorpte CBMC de Lloyd Royal Belge op, een andere Belgische rederij. De naam van de fusiemaatschappij werd Compagnie maritime belge (CMB) en er werden lijnen geopend op Amerika en het Verre Oosten. In 1960 werd ook nog de Armement Deppe overgenomen, tussen 1975 en 1982 gradueel ook de trampingmaatschappij Bocimar.
In 1975 werd Franco Belgian Service (FBS) opgezet met Compagnie maritime des chargeurs réunis en Ahlers om deel te nemen aan ACE (Asian Containers to/from Europe), naast FBS bestaande uit K Line, Neptune Orient Lines (NOL) en Orient Overseas Container Line (OOCL). FBS bracht daar de Chevalier Paul en Chevalier Roze van 1482 TEU en de Mercator van 1392 TEU in. In 1987 werd FBS overgenomen door Maersk.
In juli 1991 verkocht de Generale Maatschappij van België, tot dan de hoofdaandeelhouder van de CMB, haar aandelen aan de holding Almabo en diens scheepvaartmaatschappij Exmar.
In 2002 werd fuseerden CMB’s Hessenatie met het Antwerpse goederenbehandelingbedrijf Noord Natie. CMB kreeg een aandeel van 60% in de nieuwe onderneming Hesse-Noord Natie (HNN). Al na een paar maanden verkocht CMB het grootste deel van zijn belang in HNN aan PSA International en in 2003 verkocht CMB de laatste aandelen in HNN ook aan PSA.
Exmar, onder leiding van de familie Saverys, voerde dan een reverse takeover uit. Zo werd CMB het moederbedrijf van de hele scheepvaartgroep. Men splitste CMB op in drie dochterbedrijven, zijnde:
- Bocimar; de drogecargodivisie
- Exmar; de gastankerdivisie
- Euronav; de olietankerdivisie

Op 1 december 2004 kreeg Euronav een eigen beursnotering. De aandeelhouders van CMB kregen pro rata Euronav-aandelen in handen.
Eind 2014 nam CMB de vloot van containerschepen van Delphis over. Delphis was voor de overname een 100% dochteronderneming van Saverco, een van de grootaandeelhouders van CMB. Delphis had op het moment van de koop 14 containerschepen, waarvan de helft in volledige eigendom en de rest in joint ventures. Van de laatste 7 schepen waren er zes op lange termijn verhuurd aan het Deense Maersk. Verder was de helft van de vloot geschikt om door ijs te varen, ijsklasse 1A, waarvan zes uitgecharterd aan Maersk. CMB nam ook het belang van de partner in de 7 joint venture schepen over. De totale transactiewaarde was $2,2 miljoen. In december bestelde CMB twee ijsklasse 1A schepen met een capaciteit van 2000 TEU. Deze schepen worden in mei en juni 2016 geleverd.
In september 2015 doet Marc Saverys een bod van 16,20 euro per aandeel op 49,2% de aandelen CMB die hij nog niet in handen heeft. Zijn zus Virginie heeft een belang van 16,1% en de overige 33,2% staan op de beurs. Als alle houders de aandelen aanbieden dan zal Saverco 279 miljoen euro betalen. Slaagt de overname dan verdwijnt CMB van de beurs. De redenen voor het bod zijn de beperkte liquiditeit van de aandelen en CMB verwacht na de privatisering efficiënter te kunnen concurreren, groter te worden in de markten waarin het bedrijf actief is en een betere toegang tot alternatieve financieringsinstrumenten te verkrijgen. Op 9 november maakte de bieder bekend de aangeboden aandelen te accepteren waarmee het bod wordt afgerond.

## Resultaten
In de tabel staan de financiële resultaten van CMB sinds 2005.
| Jaar | Omzet | Bedrijfsresultaat | Nettoresultaat |
| ---- | ----- | ----------------- | -------------- |
| 2005 | 529,8 | 227,9             | 193,9          |
| 2006 | 507,2 | 205,1             | 168,2          |
| 2007 | 493,5 | 366,5             | 332,5          |
| 2008 | 713,3 | 381,4             | 333,4          |
| 2009 | 575,7 | 191,3             | 166,7          |
| 2010 | 645,1 | 146,1             | 160,7          |
| 2011 | 680,1 | 129,4             | 137,2          |
| 2012 | 656,4 | 43,7              | 130,9          |
| 2013 | 687,6 | 40,3              | 49,7           |
| 2013 | 440,3 | 5,0               | 49,7           |
| 2014 | 495,9 | -51,8             | -27,7          |

## Vloot
De huidige vloot bestaat uit vrachtschepen.
| Naam                           | Type | Constructeur                      | In dienst | uit dienst | opmerkingen |
| ------------------------------ | ---- | --------------------------------- | --------- | ---------- | --- |
| Albertville (1)                | SS   |                                   | 1896      | 1898       | |
| Albertville (2)                | SS   |                                   | 1898      | 1904       | |
| Albertville (3)                | SS   |                                   | 1906      | 1910       | |
| Albertville (4)                | SS   |                                   | 1912      | 1923       | Ter beschikking gesteld van het Rode Kruis als hospitaalschip in 1914, herneming reizen naar Congo vanaf Groot-Brittannië van 1915 tot 1918 |
| Albertville (5)                | SS   | Ateliers et Chantiers de la Loire | 1928      | 1940       | Opgevorderd door Frankrijk in Bordeaux in mei 1940, gebombardeerd en gezonken in Havre op 11 juni 1940 |
| Albertville (6)                |      |                                   | 1948      | 1973       | |
| Alex van Opstal                |      |                                   | 1937      | 1939       | |
| Anversville (1)                | SS   |                                   | 1899      | 1906       | |
| Anversville (2)                | SS   |                                   | 1912      | 1918       | Thuishaven Hull, Groot-Brittannië, van 1915 tot 1918 |
| Baudouinville (1)              |      | Ateliers et Chantiers de la Loire | 1939      | 1944       | Gevorderd door Frankrijk in Bordeaux in 1940, veroverd door het Duitse leger en onbruikbaar gemaakt in Nantes en later op 10 augustus 1944 in brand gestoken |
| Baudouinville (2)              |      |                                   | 1950      | 1957       | Hernoemd tot Thysville (2) bij het opstarten van de Baudouinville (3) in 1957 |
| Baudouinville (3)              |      |                                   | 1958      | 1961       | verkocht aan P&O |
| Bruxellesville (1)             | SS   |                                   | 1898      | 1901       | Wordt op 27 Oktober 1887 door de Soc. Maritime Du Congo S.A gevestigd in Antwerpen besteld bij de scheepsbouwer Sir Raylton Dixon & Company uit Middlesbrough, Groot-Brittannië. Wordt aldaar op de scheepswerf Cleveland Dockyard gebouwd onder werfnummer 447. Het vaartuig betreft een type Passagier / lading met als type Stalen schroefstoomboot. Het schip is voltooid April 1898 en wordt ingezet op de lijn Antwerpen - Belgisch Congo. Deze lijn is voor 85 % eigendom van Woermann Linie uit Hamburg. In 1900 wordt het schip overgebracht naar de Cie. Belge Maritime du Congo met zetel te Antwerpen. Wordt in 1901 verkocht aan de Woermann Linie en wordt omgedoopt onder de naam Alexandra Woermann. In 1919 gaat het schip naar de UK Shipping Controller als oorlogsherstel uit WO 1 en benoemd Oceanic SN Co uit Londen om haar te beheren. In 1920 koopt de ELLERMAN's Wilson Linie uit Hull het schip onder de nieuwe naam Calypso. Het schip wordt ingezet op de lijn Hull - Oostzee. Tijdens de zomers van 1932 - 1936 maakt het schip cruises naar Denemarken en Noorwegen. Het schip arriveerde op 24/11/1936 in Brugge om te worden gesloopt. |
| Bruxellesville (2)             | SS   |                                   | 1906      | 1909       | ex Zunguru, aangeschaft door de CMB ter vervanging van Léopoldville (3) |
| Bruxellesville (3)             | SS   |                                   | 1909      | 1912       | |
| Charlesville                   | MS   | Cockerill-Sambre, Hoboken         | 1951      | 1967       | verkocht in 1967 aan Deutsche Seereederei, afgemeerd Rostock als jeugdherberg en botel onder de naam: Georg Büchner. Het schip zonk op 30 mei 2013 tijdens zijn laatste trip naar een sloopbedrijf. |
| Copacabana                     | MS   |                                   | 1937      | 1957       | voorzien voor reizen naar Zuid-Amerika en na de oorlog van 18 mei 1945 tot 28 juni 1957 gebruikt op de lijn naar Congo |
| Élisabethville (1)             | SS   |                                   | 1910      | 1917       | getorpedeerd op 6 september 1917 |
| Élisabethville (2)             |      |                                   | 1922      | 1946       | op 5 december 1940 in Engeland aangekomen en later gebruikt voor troepentransport |
| Élisabethville (3)             |      |                                   | 1949      | 1968       | |
| Fabiolaville                   | MS   | Cockerill-Sambre, Hoboken         | 1972      | 1989       | vanaf 1989 Hai HUa Shanghai Haixing Sg Co Ltd |
| Gandia                         | SS   |                                   | 1907      |            | |
| Gouverneur Galopin             |      |                                   | 1946      | 1952       | Voor afwerking door Duitse troepen gesaboteerd, genoemd naar Alexandre Galopin |
| Armand Grisar (ou Grisarville) |      |                                   | 1946      |            | Zusterschip van Baudouinville (1) ; voor afwerking door Duitse troepen gesaboteerd 4 september 1944, genoemd naar Armand Grisar (1866-1944), afgevaardigd bestuurder van de CMB. |
| Jadotville                     |      |                                   | 1956      | 1961       | genoemd naar Jean Jadot, Gouverneur van de Société Générale de Belgique; verkocht aan P&O |
| Léopoldville (1)               | SS   |                                   | 1895      | 1897       | |
| Léopoldville (2)               | SS   |                                   | 1897      | 1901       | |
| Léopoldville (3)               | SS   |                                   | 1904      | 1909       | Passagiersschip, gebouwd door de scheepswerf Sir Raylton Dixon § Co. Ltd. in Middlesbrough, UK. Tonnage 4376 grt. Afmetingen van het schip 114,4 x 14,3 x 7,1 m. In 1908 werd het schip verkocht aan de maatschappij African Steamship Co.-ASSC, uit Liverpool. Het schip werd herdoopt tot SS Landana en voer tussen 1908 - 1910 onder deze naam. In 1910 werd het schip verkocht aan de maatschappij Compañia Transatlántica Española uit Barcelona en werd herdoopt tot SS C. De Eizaguirre. Op 23 April 1917 verliet het schip Barcelona met als bestemming Manilla via Kaap De Goede Hoop met 150 passagiers en bemanningsleden. In de nacht van 25 Mei liep het schip ter hoogte van de Tafelberg op een Duitse zeemijn en zonk in amper 5 minuten. 25 personen overleefden de ramp. |
| Léopoldville (4)               | SS   |                                   | 1910      | 1914       | |
| Léopoldville (5)               | SS   |                                   | 1929      | 1944       | gebruikt voor de lijn op Congo en als cruiseschip; ten dienste van Groot-Brittannië in 1940 en omgebouwd voor troepentransport, getorpedeerd op 24 december 1944 omstreeks 18 uur door de Duitse onderzeeër U-486, net voor Cherbourg |
| Léopoldville (6)               | MS   |                                   | 1948      | 1967       | |
| Mar Del Plata                  |      | J. Cockerill S. A., Hoboken       | 1938      | 1958       | verkocht aan de Deutsche Seereederei en hernoemd tot Heinrich Heine. Gesloopt in 1973. |
| Pays de Waes                   | SS   |                                   | 1912      |            | |
| Philippeville                  | SS   |                                   | 1899      | 1906       | |
| Piriapolis                     |      |                                   | 1938      | 1940       | |
| Président Cattier              |      |                                   | 1945      | 1964       | Genoemd naar Félicien Cattier, president van de CMB |
| Thysville (1)                  |      |                                   | 1922      | 1948       | |
| Thysville (2)                  |      |                                   | 1957      | 1961       | ex Baudouinville (2) vanaf 1961 als Anselm, Booth Steamship Company, Liverpool |